# Białostoczek (kolonia)
Białostoczek – kolonia w Polsce położona w województwie podlaskim, w powiecie białostockim, w gminie Zabłudów.
W latach 1975–1998 miejscowość należała administracyjnie do województwa białostockiego.
W XVII w. Białostoczek był jednym z folwarków dóbr Radziwiłłów. Po 1910 roku Wincenty Malinowski wzniósł w Białostoczku drewniany dwór, w pobliżu starszej rezydencji. W latach 50. XX w. rozpoczęto tu budowę Państwowego Ośrodka Maszynowego.
Według Powszechnego Spisu Ludności z 1921 roku folwark (obecnie kolonię) zamieszkiwały 74 osoby, wśród których 67 było wyznania rzymskokatolickiego, a 7 prawosławnego. Jednocześnie 67 mieszkańców zadeklarowało polską przynależność narodową, a 7 białoruską. Było tu 2 budynki mieszkalne.
Wierni kościoła rzymskokatolickiego należą do parafii św. Jana Chrzciciela w Białymstoku.